# Wizja po kazaniu
Wizja po kazaniu lub Walka Jakuba z aniołem (fr. Vision après le sermon) – obraz autorstwa Paula Gauguina, namalowany w 1888. Obecnie znajduje się w National Gallery of Scotland w Edynburgu.
Obraz ten uznawany jest za dowód przejścia Gauguina od impresjonizmu do symbolizmu. Jest to też pierwszy obraz namalowany przez Gauguina w stylu określanym jako syntetyzm. Został przez autora ofiarowany proboszczowi w miasteczku Nizon, jednak ten nie przyjął daru.
W obrazie współistnieją dwa światy: rzeczywisty (reprezentowany przez klęczące na pierwszym planie Bretonki) i fantastyczny (biblijna walka Jakuba z aniołem). Widoczne są w nim wpływy malarstwa japońskiego. Pozycja, w jakiej znajdują się Jakub i anioł naśladuje obrazy Hokusaiego, ponadto, podobnie jak w japońskich obrazach, scena została ukazana z góry. Brak w obrazie tradycyjnej perspektywy.